# 카본 샴페인
샴페인 카본(Champagne CARBON)
- 카본 샴페인은 F1그랑프리 공식 샴페인이다.

- F1 그랑프리 우승자의 세리머니에 카본 샴페인이 함께 한다.

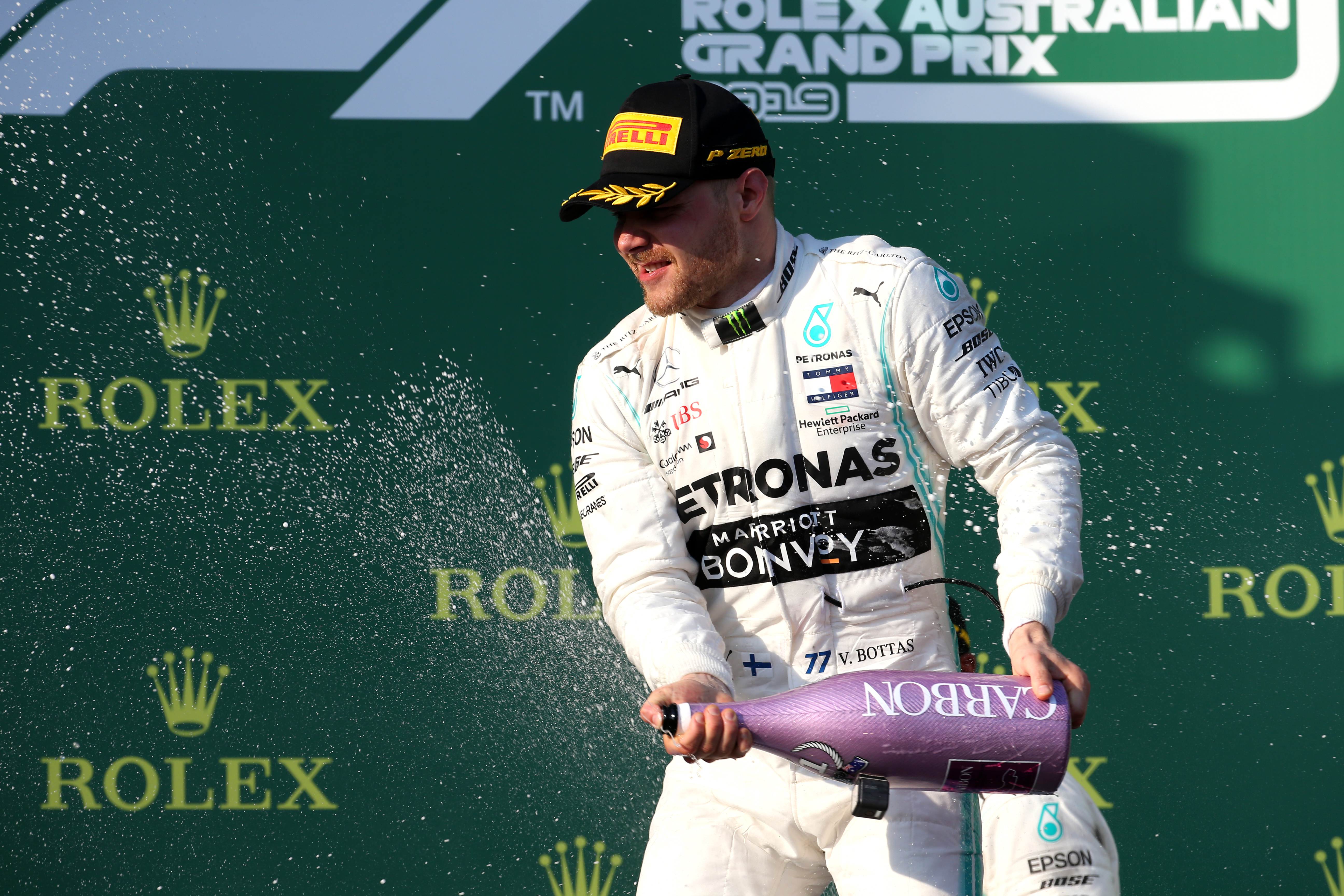
F1그랑프리 우승 세리머니

- 카본 샴페인은 부가티(Bugatti) 보관됨 2020-01-03 - 웨이백 머신사 공식파트너이다.

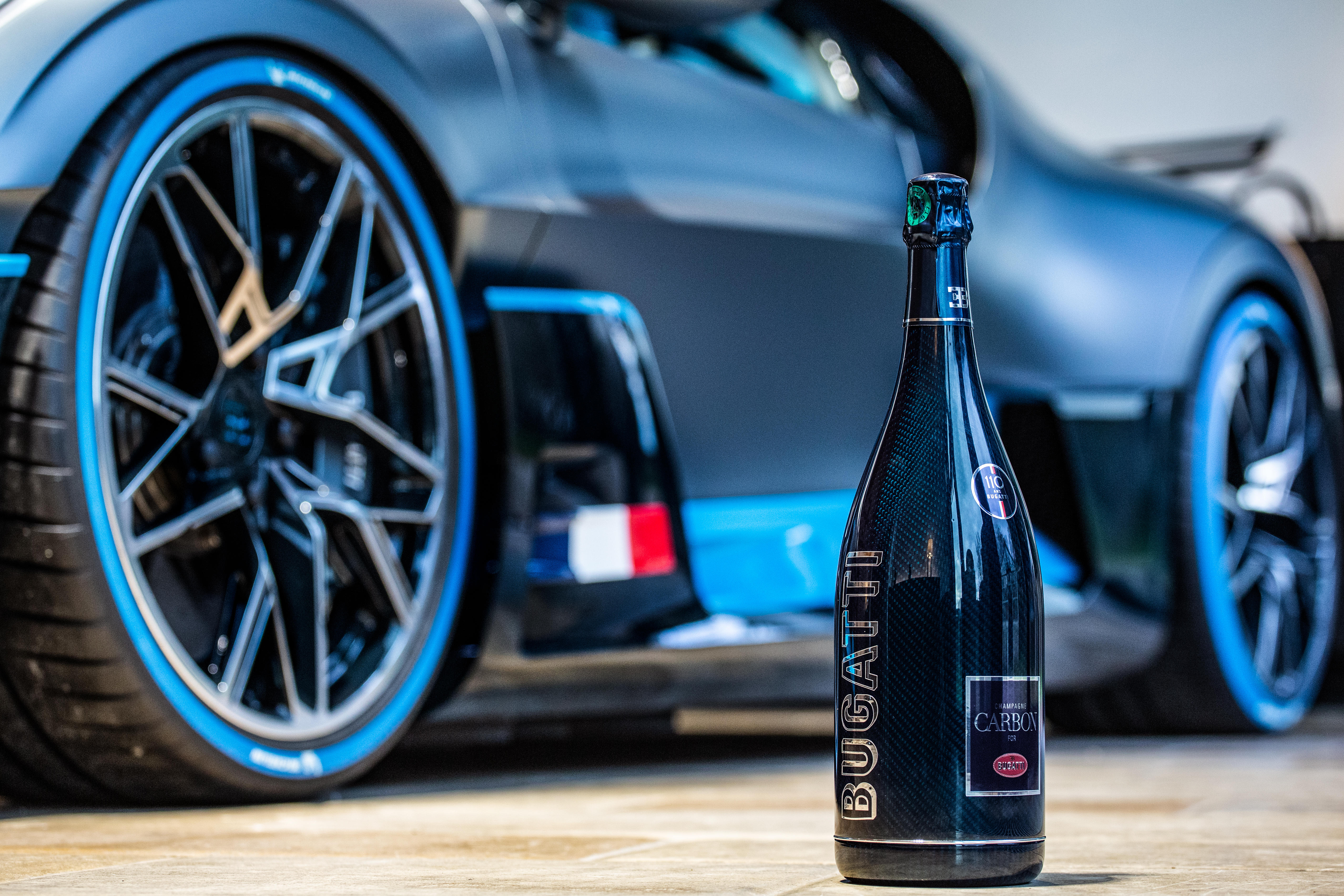
카본 샴페인 부가티 에디션

- 그랑크루(Grand Crus) 포도의 압착 전 프리 런 주스(Free run juice)만 사용하여 생산되는 샴페인이다.

- 오크통 숙성 및 병 입 숙성이 최소 7년인 샴페인이다.

- 리얼카본(Real carbon)으로 디자인 된 샴페인 병은 프랑스 공예가의 수작으로 제작하며 약 6일간이 소요된다